# 1952: Иван и Александра
„1952: Иван и Александра“ е български игрален филм (драма) от 1989 година, по сценарий и режисура на Иван Ничев. Оператор е Георги Николов. Музиката във филма е композирана от Божидар Петков.

## Сюжет
Годината е 1952. Време на детството и първите трепети на любовта за главните герои – Иван и Александра. Бащата на момичето е арестуван като предател на родината. Това отключва цяла поредица действия спрямо дъщеря му, като едно от тях е изключването ѝ от пионерската организация. Единствен Иван, в името на любовта си към нея, се стреми да я разбере и да ѝ помогне. Това е време, което не само оставя следи в душите им, но формира и характерите им.

## Състав

### Актьорски състав
| Роля                    | Изпълнител                                           |
|                         | В главните роли                                      |
| ----------------------- | ---------------------------------------------------- |
| Иван                    | Климент Чорбаджиев                                   |
| Мони                    | Симеон Савов                                         |
| Александра              | Моника Будьонова                                     |
| Светла                  | Томина Лазова                                        |
| Красимир                | Борислав Чучков                                      |
| Оги                     | Иван Тричков                                         |
|                         | С участието на                                       |
| Майката на Александра   | Мария Статулова                                      |
| Бащата на Александра    | Андрей Андреев                                       |
| Майката на Иван         | Мария Найденова                                      |
| Бащата на Иван          | Христо Гърбов                                        |
| Дружинната              | Мариана Крумова                                      |
| Майката на Красимир     | Силвия Въргова                                       |
| Класната                | Минка Сюлеймезова                                    |
| Мария                   | Светла Ангелова                                      |
| Очиларят                | Филип Трифонов                                       |
| Стамен                  | Иван Григоров                                        |
| Директорът на училището | Стефан Стайчев                                       |
| Бащата на Мони          | Калин Арсов                                          |
| Режисьорът              | Валентин Ганев                                       |
| Знаменосец              | Владимир Николов (не е посочен в надписите на филма) |
|                         | В епизодите                                          |
|                         | Гергана Радоева                                      |
|                         | Анелия Зефирова                                      |
|                         | Елена Серафимова                                     |
|                         | Галина Борисова                                      |
|                         | Весела Рангелова                                     |
|                         | Никола Попов                                         |
|                         | Башар Рахал (като Башар Ахал)                        |
|                         | Марий Григоров                                       |
|                         | Андрей Георгиев                                      |
|                         | Надежда Христова                                     |
|                         | Лидия Главанакова                                    |
|                         | Момчил Карамитев                                     |
|                         | Йордан Андонов                                       |
|                         | Александър Морфов                                    |
|                         | Таня Тодорова                                        |
|                         | Мариана Ахрянова                                     |
|                         | Емануела Димитрова                                   |
|                         | Оля Георгиева                                        |
|                         | Десислава Ненова                                     |
|                         | Камен Цонев                                          |
|                         | Руси Алексиев                                        |
|                         | Младен Чавдаров                                      |
|                         | Теодор Стойчев                                       |
|                         | Сабина Тянкова                                       |
|                         | Маргарита Дупаринова                                 |
|                         | Георги Минев                                         |
|                         | Добромир Манев                                       |
|                         | Емил Котев                                           |

### Творчески и технически екип
| Режисьор Сценарий    | Иван Ничев                                                                                          |
| Оператор             | Георги Николов                                                                                      |
| Художници            | Анна Маркова Ангел Ахрянов                                                                          |
| Костюми              | Елка Тодорова                                                                                       |
| Грим                 | Николина Воденичарова                                                                               |
| Музика               | Божидар Петков                                                                                      |
| Звук                 | Христо Христов                                                                                      |
| Монтаж               | Ана Чернева                                                                                         |
| Директор             | Силвин Панков                                                                                       |
| Консултанти          | Виктор Пасков полк. Йордан Мурджев                                                                  |
| Втори режисьор       | Стефка Стефанова                                                                                    |
| Втори оператори      | Жеко Манев Емил Топузов                                                                             |
| Втори художници      | Татяна Стоева Майски Желязков                                                                       |
| Асистент-режисьори   | Иглика Орешкова Ваня Баждарова Иван Георгиев                                                        |
| Асистент-оператори   | Емил Димитров Збигнев Якубовски Весел Занков                                                        |
| Асистенти по монтажа | Елена Панова Елена Ризова                                                                           |
| Комбинирани снимки   | Елена Тодорова                                                                                      |
| Скриптър             | Здравка Лекова                                                                                      |
| Фотограф             | Младен Чавдаров                                                                                     |
| Кран                 | Емил Нешев                                                                                          |
| График               | Владимир Колев                                                                                      |
| Фотонабор            | Елка Димитрова                                                                                      |
| Цветен четец         | Габриела Мирчева                                                                                    |
| Тонтехници           | Румен Дишлиев Николай Михайлов                                                                      |
| Реквизит             | Петко Тодоров Борис Чеканьов                                                                        |
| Гардероб             | Паунка Дичева Свилена Виденова                                                                      |
| Осветление           | Асен Ангелов Борис Антонов Валери Кирилов Румен Идакиев Илиян Йорданов                              |
| Организатори         | Валентин Москов Пламен Йорданов Светла Николова Владимир Славов Юлия Димова                         |
| Distributed by       | Българска кинематография Студия за игрални филми „БОЯНА“ Творчески колектив „64“ /Copyright © 1989/ |

## Награди
- „Голямата награда“ – „Златна роза“, (Варна, 1988).
- „Златен плакет“, (Чикаго, 1989).
- „Специалната награда“ на журито, (Монтекатини, Италия, 1989).
- Участва в конкурсната програма на Берлински международен кинофестивал, 1989[1]